# Maison Cauvin
La maison Cauvin est un immeuble de rapport située dans le quartier de la Ville-Basse en rue de la Montagne à Charleroi (Belgique). Il a été construit en 1926 par les architectes Marcel Depelsenaire et Jules Laurent pour M. Cauvin.

## Architecture
Ce bâtiment a été construit en 1926 par les architectes Marcel Depelsenaire et Jules Laurent. C'est un projet contemporain de la maison Bertinchamps, également réalisé par la même collaboration. Il s'agit d'un bâtiment modeste qui se rapproche de l'Art-déco et qui est disposé sur quatre niveaux. Au rez-de-chaussée, il y a des magasins, tandis que la maison se trouve aux autres niveaux. Au premier étage, il y a un bow-window courbe et au deuxième étage, se penche un balcon avec garde-corps en fer forgé. Au dernier étage, il y a un grand bow-window au milieu du pignon en carène brisée. Cet aspect de mansarde a été rendu possible grâce à la structure en béton. La façade est caractérisée par l'utilisation de la pierre et de la brique de taille traditionnelle,.